# Análisis multivariante de la varianza
En estadística el análisis multivariante de la varianza o MANOVA (por su nombre en inglés, Multivariate analysis of variance) es una extensión del análisis de la varianza o ANOVA para cubrir los casos donde hay más de una variable dependiente que no pueden ser combinadas de manera simple. Además de identificar si los cambios en las variables independientes tienen efectos significativos en las variables dependientes, la técnica también intenta identificar las interacciones entre las variables independientes y su grado de asociación con las dependientes.
Cuando aparece la suma de cuadrados en el análisis univariante de la varianza, en el análisis multivariante de la varianza aparecen ciertas matrices definidas positivas. Los elementos diagonales son del mismo tipo de sumas de cuadrados que aparecen en el ANOVA univariante. Los elementos fuera de la diagonal se corresponden con sumas de productos. Asumiendo condiciones de normalidad sobre distribuciones de error, el homólogo de la suma de cuadrados debido al error tendrá una distribución de Wishart.
Análogamente a ANOVA, MANOVA está basado en el producto del modelo de la matriz de varianza y el inverso de la matriz de varianza del error. Las consideraciones de invarianza implican que las estadísticas de MANOVA deberían ser una medida de magnitud de la descomposición del valor singular de esta matriz producto, pero no hay una única elección pendiente de la naturaleza multi-dimensional de la hipótesis alternativa.	
Las distribuciones estadísticas más comunes son la lambda (Λ) de Samuel Stanley Wilks, la traza de Pillai-M. S. Bartlett (ver traza de una matriz), la traza de Lawley-Hotelling y la raíz mayor de Roy. La discusión continúa sobre los méritos de cada una, aunque la raíz más grande que conduce solo a una cota de significancia no es de interés práctico. Una complicación más es que la distribución de estas estadísticas bajo la hipótesis nula no es sencilla y solo puede ser aproximada, excepto en unos casos de pocas dimensiones. La mejor aproximación de la lambda de Wilks fue hallada por C. R. Rao.
En el caso de dos grupos, todas las estadísticas son equivalentes y las pruebas se reducen a la distribución T² de Hotelling.